# Вејдсборо (Северна Каролина)
Вејдсборо (енгл. Wadesboro) град је у америчкој савезној држави Северна Каролина.

## Демографија
По попису из 2010. године број становника је 5.813, што је 2.261 (63,7%) становника више него 2000. године.
| Група             | 2000.         | 2010.         |
| Белци             | 1.476 (41,6%) | 2.040 (35,1%) |
| Афроамериканци    | 2.002 (56,4%) | 3.528 (60,7%) |
| Азијати           | 16 (0,5%)     | 81 (1,4%)     |
| Хиспаноамериканци | 46 (1,3%)     | 105 (1,8%)    |
| Укупно            | 3.552         | 5.813         |